# 香客昂
香客昂，位于中国青海省海东市乐都区马营乡湾塘村，为青海省市县级文物保护单位，公布日期为2003年6月20日，类型为古建筑。
香客昂的历史年代为清。